# Catherine Spooner
Catherine Spooner ist eine britische Anglistin und Hochschullehrerin mit Schwerpunkt Gothic-Kultur/Literatur.

## Leben
Spooner studierte an der St Edmund Hall der University of Oxford (BA) und am Goldsmiths, University of London (MA, PhD). Danach war sie an der Falmouth University und von 2002 bis 2004 als Lecturer an der School of English and American Literature der Reading University tätig. Seit 2004 arbeitet sie als Senior Lecturer für Englische Literatur am Department of English and Creative Writing der Lancaster University. Intensiv forscht sie zur Gothic-Kultur/Literatur und veröffentlichte mehrere Bücher, Beiträge in Sammelbänden und Fachaufsätze (Women u. a.) in diesem Bereich. Spooner ist Co-Präsidentin der International Gothic Association.

## Schriften (Auswahl)
- Fashioning Gothic Bodies. Manchester University Press, Manchester 2004, ISBN 0-7190-6401-5.
- Contemporary Gothic. Reaktion Books, London 2006, ISBN 1-86189-301-9.
- (Hrsg. mit Emma McEvoy): The Routledge Companion to Gothic (= Routledge Companions). Routledge, London 2007, ISBN 978-0-415-39843-5.
- (Hrsg. mit Fred Bodding): Monstrous Media/Spectral Subjects. Imaging Gothic from the Nineteenth Century to the Present. Manchester University Press, Manchester 2015, ISBN 978-0-7190-8977-0.